# Гречина Михайло Гнатович
Гречи́на Миха́йло Гна́тович (29 березня [11 квітня] 1902, с. Будище, Черкаський район, Черкаська область — 21 червня 1979, Київ) — український радянський архітектор, автор наукових праць з питань архітектури й будівництва. Член Спілки радянських архітекторів УРСР з 1935 року.

## Біографія
Народився в с. Будище Черкаської області. У 1920—1922 роках працював секретарем медично-санітарного відділу міста Черкаси. Був секретарем Укркоопспілки в м. Корсуні (1922—1923). Секретар Управління будинками м. Києва у 1923—1924 роках.
Закінчив архітектурний факультет Київського художнього інституту у 1930 році. Під час навчання працював старшим техніком Проектного бюро будівництва Київського вокзалу (1929).
Працював архітектором у Київській філії проєктно-консультаційного бюро НКВС (згодом — «Діпромісто») у 1929—1933 роках. Старший архітектор архітектурно-планувального управління у м. Києві (1933—1935).
У 1936—1941 роках — головний архітектор будівництва стадіону імені Хрущова (Центральний або Республіканський стадіон, нині — НСК «Олімпійський»), Управління будівництвом, Управління будівництвом будинків Уряду у м. Києві.
У 1936—1937 роках — виконував обов'язки доцента кафедри архітектурного проєктування Київського будівельного інституту, у 1937—1938 — виконував обов'язки доцента кафедри архітектурного проектування Київського художнього інституту, у 1949—1953 — старший викладач Київського художнього інституту.
Брав участь у Другій світовій війні, потрапив в облогу та був узятий у полон.
У 1945—1958 роках працював керівником сектора Науково-дослідного інституту архітектури споруд Академії архітектури УРСР. Захистив кандидатську дисертацію у 1950 році.
З 1954 року був керівником дисертаційних робіт в Інституті аспірантури та Інституті архітектури споруд Академії архітектури УРСР.
У 1958—1959 роках був заступником директора з наукової роботи НДІАБ Академії будівництва та архітектури УРСР.
Працював заступником директора НДІЕП Академії будівництва та архітектури УРСР у 1959—1963 роках.
Від 1963 року працював заступником директора КиївЗНДІЕП.

## Родина
- Дружина — Людмила Василівна.
- Син — Вадим Гречина.

## Творчий доробок

### Споруди
- Житловий будинок, кін. 1930-х рр., Костьольна вул., 10[1].
- стадіон «Динамо» у Києві (1937, реконструкція 1956—1958, 1978—1979).
- Центральний стадіон у Києві (будівництво й реконструкція 1937—41, 1967, з 1978).
- Палац спорту у Києві (1960).
- Північно-Броварський житловий масив у Києві (1963).
- будинок Торговельно-промислової палати у Києві (1964).
- готель «Русь» у Києві (1965—1979).
- готель «Тарасова гора» в Каневі (1961).
- адміністративний будинок Укркоопспілки на вул. Хрещатик, 7-9 (1956).
- тенісні корти та відкритий плавальний басейн Центрального стадіону у м. Києві (1957).
- громадський і торговельний центр с. Ксаверівки (1960).
- павільйон ансамблю на льоду в м. Києві (1961).

### Наукові праці
- Стадіони (1957),
- Експериментальне проектування і будівництво в УРСР (у співавторстві 1963);
- Основи типового проектування громадських будівель // у зб. «Сільські громадські будівлі».

Статті у періодичних виданнях:
- 5 тез архітектури Корбюзьє // Зодчество. — 1928. — № 11—12. — С. 200—203. (рос.)
- Адміністративно-культурний центр м. Переяслав-Хмельницького // Вісник Академії будівництва та архітектури УРСР. — 1946. — № 1. — С. 31—32.
- Архітектурне оформлення в цеглі // Архітектура Радянської України. — 1941. — № 1. — С. 8—12.
- Архітектурно-художнє оформлення вулиць і площ Києва // Соціалістичний Київ. — 1933. — № 5—6. — С. 15—17.
- Будинок Уряду в Києві // Архітектура Радянської України. — 1938. — № 8. — С. 5—12.
- Город Переяслав-Хмельницкий // Архитектура СССР. — 1954. — № 1. — С. 21—25. (рос.)
- Експериментальне будівництво готелю в м. Каневі // Архітектура СРСР. — 1962. — № 8.
- Ескізні проекти оформлення моста через Дніпро // Архітектура Радянської України. — 1940. — № 3. — С. 37—40.
- Жилий будинок академії архітектури // Вісник Академії будівництва та архітектури УРСР. — 1946. — № 2. — С. 39-40.
- Летняя гостиница в заповеднике Т. Г. Шевченко // Архитектура СССР. — 1962. — № 9. — С. 63–64. (рос.)
- Музей В. І. Леніна в Києві // Архітектура Радянської України. — 1939. — № 1. — С. 4–12.
- Нове в будівництві Палацу Спорту в м. Києві // Будівництво та архітектура. — 1960. — № 4.
- Проект перепланування Володимирської гірки // Соціалістичний Київ. — 1936. — № 5. — С. 14–17.
- Просторові системи покриття Палацу Спорту в м. Києві // Вісник Академії будівництва та архітектури УРСР. — 1959. — № 3.
- Реконструкція вулиці Жертв Революції // Соціалістичний Київ. — 1936. — № 10. — С. 26—29.
- Реконструкція центрального району столиці // Соціалістичний Київ. — 1936. — № 1. — С. 10—16.
- Український стадіон // Соціалістичний Київ. — 1937. — № 2. — С. 18—21.
- Український стадіон у Києві // Архітектура Радянської України. — 1938. — № 1. — С. 22—28.
- Урядова площа в Києві і проект нового готелю // Архітектура Радянської України. — 1940. — № 6. — С. 3—8.

- автор статей для Української радянської енциклопедії (4 томи, 1957—1963).

## Нагороди
- Медаль «За перемогу над Німеччиною у Великій Вітчизняній війні 1941—1945 рр.»
- Медаль «За відвагу»
- лауреат Державної премії УРСР (1983)[2].